# Fabriky.cz
Fabriky.cz je volné, neziskové sdružení přátel industriálních staveb užívající online plarformu www.fabriky.cz.
Oblast činnosti je následující:
- fotografická dokumentace technických staveb,
- dokumentace a výzkum v oblasti starých továrních komínů,
- popularizace těchto staveb,
- reportáže z funkčních fabrik,
- filokartie (tematika industriálních staveb),
- fabrikymapa; mapa vyhrála v roce 2008 první místo v soutěži Moje mapy na platformě Mapy Google[1]
- pořádání popularizačně vzdělávacích akcí,
- práce na žádostech pro prohlášení průmyslových staveb za kulturní nemovitou památku,
- spolupráce s podobně odborně zaměřenými subjekty (např. Výzkumné centrum průmyslového dědictví a Fakulta stavební ČVUT v Praze).

Online systém obsahuje fotodokumentace a informace ke stovkám průmyslových staveb a továrních komínů především na území České republiky.
Web www.fabriky.cz je zároveň odborným nerecenzovaným elektronickým periodikem - ISSN 1804-9443.